# 明山 (茨城県)
明山（みょうやま、あけやま、みょうさん）は、茨城県北部に広がる久慈山地にある標高457mの山である。周辺の山々とともに奥久慈県立自然公園の区域に指定されている。

## 概要
高さ日本一のバンジージャンプで知られる竜神大吊橋の西方に位置する山で、遠方から眺めるとピラミダルな山容が特徴的な山である。北側～東側にはV字谷の竜神川（竜神峡）が流れ、北麓には同川の代表的な淵である亀ヶ淵がある。
山頂には四等三角点があり、点の記の点名には「みょうやま」と読み仮名があるが、「あけやま」や「みょうさん」などと呼ばれることもある。山頂周辺は木立が低いため展望が開けており、東側には竜神大吊橋、北側には武生山（たきゅうさん）や中武生山、高崎山、白崎山、奥久慈男体山、篭岩山など久慈山地中央部の山々を望むことができる。

## 登山
西麓の大久保集落付近から登るルート、竜神峡の亀ヶ淵から登るルートなどがある。いずれのルートも北稜鞍部の三葉峠（さんようとうげ）を経て山頂へ至るが、同峠の先から山頂にかけては急坂となっており、直登路には長い固定ロープが張られている。初級者向けルートとしてこの直登路を巻く道も整備されている。

### 主な登山ルート
- 大久保ルート：大久保登山口－三葉峠－山頂
- 亀ヶ淵ルート：竜神ダム－亀ヶ淵－三葉峠－山頂

※亀ヶ淵へは水府竜神ふるさと村や宝剣洞展望台からもアクセスできる